# Франсуа Лонгшам де Бер'є
Франсуа (Францішек) Лонгшам де Бер'є (фр. François Longchamps de Bérier, пол. Franciszek Longchamps de Bérier; 1710 — 1784) — львівський банкір, бурмистр міста, засновник відомого львівського роду Лонгшам де Бер'є.

## Життєпис
Французькі гугеноти за походженням, родина Лонгшам де Бер'є покинула Францію, щоб уникнути переслідування після скасування Нантського едикту Людовіком XIV. Франсуа Лонгшам де Бер'є служив в королівській гвардії польського короля Августа III. Близько 1745 року переїхав до Львова, де у 1765 році був обраний до міської ради. Бурмистр Львова у 1766, 1774, 1777, 1780 роках.
Мав маєток за містом, звідки пішла назва Лоншанівка (місцевість більш відома сьогодні як Кайзервальд). Очолював першу львівську масонську ложу Трьох Богинь (фр. Des Trois Deesses).

## Сім'я
- Дружина: Женев'єва де Мерсеньє, львівська міщанка французького походження (пол. Genowefa de Mercenier), сестра Мартина Мерсеньє, львівського лікаря та бурмистра.
- Діти: Женев'єва, Анна, Пелагія, Катерина, Елеонора (мати поета і географа Вінцента Поля), Йозеф[be], Антоній, Ян та Олександр.
- далекий нащадок Франсуа Лонгшама де Бер'є, Роман Лонгшам де Бер'є — професор-правознавець, ректор Львівського університету до окупації Галичини радянськими військами у 1939 році; разом з трьома синами у липні 1941 року був страчений німецькими окупантами в числі сорока шести відомих науковців та членів їх родин на Вулецьких горбах у Львові.